# Dallas Tamaira

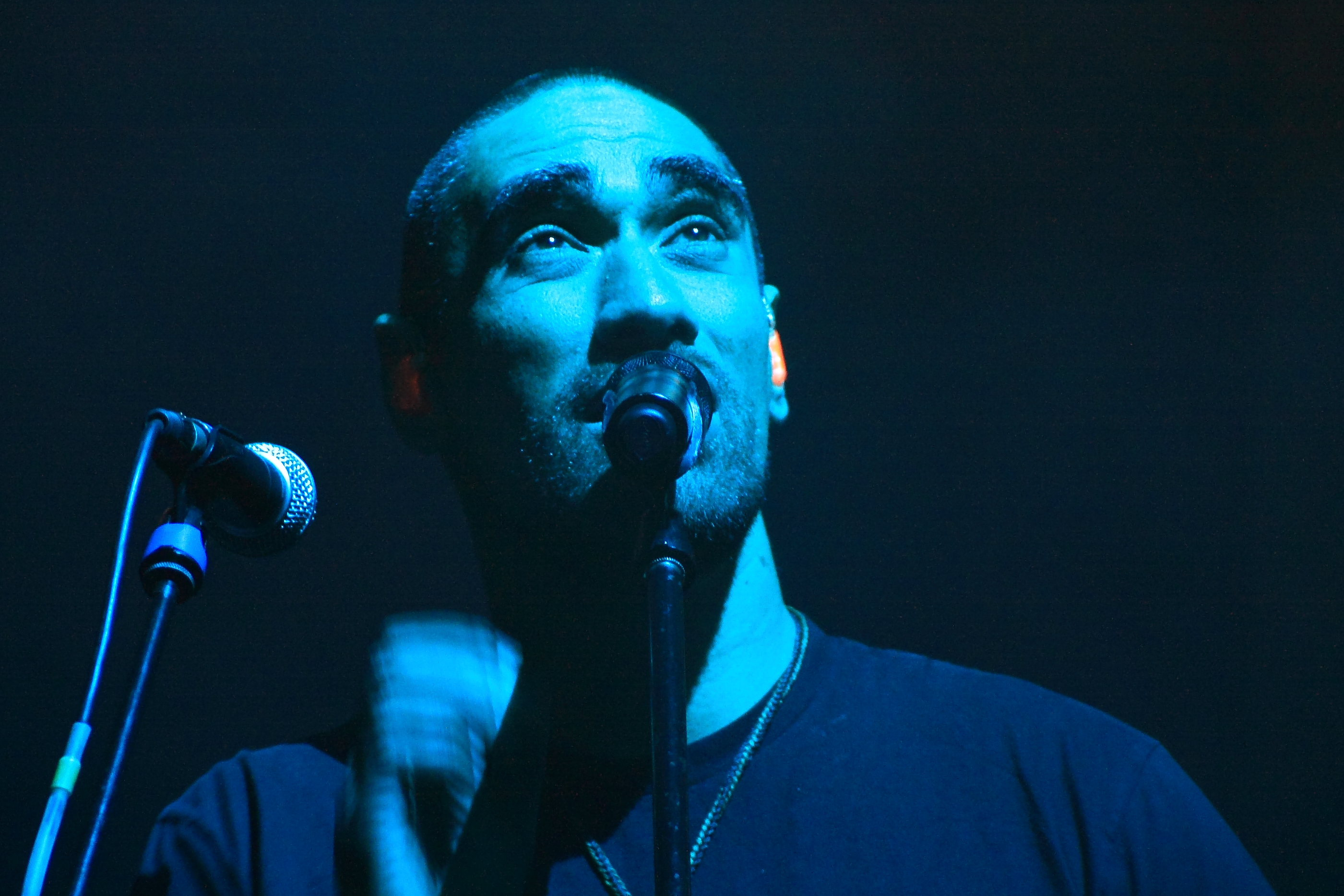
Joe Dukie mit Fat Freddy’s Drop auf dem TFF Rudolstadt 2013

Dallas Tamaira oder besser bekannt als Joe Dukie (* 26. Februar 1974) ist der Sänger der neuseeländischen Gruppe Fat Freddy’s Drop. Sein Pseudonym bezieht sich auf den Namen seines Vaters Joe, ebenfalls ein Sänger, und dem seines Großvaters, ein Musiker namens Dukie, benannt nach Duke Ellington.
Dallas’ Stil ist größtenteils beeinflusst von Bill Withers. Tamaira war nominiert als bester Sänger bei den b-Net NZ Music Awards 2005.

## Diskographie

### Solo (Unter dem Namen "Dallas")
- Better Than Change EP[3] (The Drop, 1999)
- The Garden, auf der Zusammenstellung Styles Upon Styles Part Two (Sugarlicks, 2002)

### Mit Bongmaster (Dallas, Iain Gordon, Mu)
- Bongmaster, "Ground My Ego," Loop Select 003 (Loop, 2002)

### Mit DJ Fitchie
- Seconds b/w Grounded (Especial, 2005)
- This Room [split 12" mit Fat Freddy's Drop] (Best Seven, 2003)
- Midnight Marauders b/w dub Version (Best Seven, 2002)
- Midnight Marauders b/w "Seconds" (The Drop, 2002)

### Mit Fat Freddy's Drop
Siehe Fat Freddy’s Drop Diskographie

### Auftritte in anderen Songs
- Tubbs, Five Day Night [w/New Chefs Mix and Baloo Mix] (Carbon, 2003)
- Tubbs, Falling (Carbon, 2003)
- Twinset, Sweet Thing (Loop, 2003)
- Markus Enochson, Follow Me (Vinyl Junkies, 2004)
- Shapeshifter, Long White Cloud (Truetone, 2004)
- Eva Be, No Memory of Time (Best Seven, 2004)
- Clara Hill, Flawless Part Two (Sonar Kollektiv, 2004)
- Tubbs, Five Day Night [w/Fat Freddy's Drop Mix and Baloo Mix] (Exceptional, 2005)
- Boozoo Bajou, Take It Slow (Studio !K7, 2005)
- Dutch Rhythm Combo, Venom (Pulver, 2005)
- Recloose, Dust (Peacefrog Records, 2005)
- Recloose, Time Is on Your Side (Peacefrog Records, 2005)
- Recloose, Deeper Waters (Peacefrog Records, 2008)
- Pacific Heights, Peace (TruTone, 2008)
- Jazzanova, What Do You Want ?, (Sonar Kollektiv, 2008)